# Carl Barks
Carl Barks (27 de marzo de 1901 - 25 de agosto del 2000) fue un famoso historietista y guionista estadounidense. Realizó multitud de historietas de la serie El Pato Donald, para la que creó Duckburg y muchos personajes que allí habitan, como Scrooge McDuck y los Beagle Boys. La calidad de sus guiones y dibujos le hizo ganar el sobrenombre de The Duck Man (El Hombre-Pato).

## Biografía

### Su niñez
De acuerdo a su propia descripción sobre su niñez, era un niño bastante solitario. Sus padres eran dueños de una granja. Su vecino más próximo vivía a media milla de distancia, con el cual no tenían demasiada relación. La escuela más cercana se encontraba a dos millas de su casa, distancia que Barks caminaba cada día para poder asistir a clases. En el área rural vivían pocos chicos, y el recuerda que en su escuela no había más de diez estudiantes. El recuerda que no tenía a nadie con quien conversar en su casa, sus padres se encontraban siempre muy ocupados y no compartía demasiadas cosas con su hermano mayor.
En 1908 se mudó junto con su familia a Midland, Oregón, en donde su padre puso una nueva granja. Carl, con siete años y su hermano con nueve, ayudaban en el trabajo a su padre. El recuerda que la multitud encontrada en Midland le causó una gran impresión, ya que no estaba acostumbrado a ver mucha gente en su pueblo natal. Quienes más le llamaron su atención eran los cowboys, con sus revólveres, sus extraños sobrenombres y su sentido del humor.
En el año 1911 se mudaron a Santa Rosa, California, en donde se dedicaron al cultivo de vegetales, pero como no les fue demasiado bien, el padre de Carls decidió regresar a Merrill en 1913. En ese momento, Carls tenía doce años, y debido a las mudanzas no había finalizado la escuela. Una vez que retomó las clases, terminó sus estudios en 1916.
El año 1916 es un punto de inflexión en la vida de Carls Barks debido a varios aspectos. Su madre falleció ese año, y sus problemas auditivos (ya detectados anteriormente) se volvieron tan severos que tenía dificultades para escuchar a sus maestros, ya que no contaba con un audífono. Él decidió no continuar sus estudios por este motivo, muy a su pesar.

## Su trabajo
Tuvo varios trabajos en los cuales no consiguió demasiado éxito, hasta que pensó en convertir su hobbie preferido en una profesión. Desde su niñez dibujaba sobre cualquier material que encontrara disponible, e intentaba mejorar su estilo copiando los dibujos de sus artistas favoritos publicados en las tiras cómicas de los diarios. A los dieciséis años había aprendido bastante por su cuenta, pero decidió tomar algunas lecciones por correspondencia. Él solamente siguió las primeras cuatro lecciones, ya que su trabajo no le dejaba demasiado tiempo libre, pero él mismo reconoce que le sirvieron mucho para mejorar su estilo.
En el año 1923 regresó a la granja de su padre para trabajar en ella, pero fue por poco tiempo. Pudo vender algunos de sus dibujos a la revista "Judge", con lo que comenzó una colaboración de larga duración, hasta el año 1935, aunque también vendía sus trabajos a otras revistas. En ese entonces, él editaba, guionaba y dibujaba la mayor parte del material humorístico de la revista. Allí tenía un salario considerado bueno para la época, de 90 dólares mensuales.
En noviembre del año 1935, cuando se enteró de que Walt Disney estaba buscando artistas para su compañía, decidió postularse. Fue seleccionado y contratado con un sueldo básico de 20 dólares por semana. El comienzo de sus trabajos para Walt Disney Studios comenzó un año más tarde que el debut del Pato Donald.
Tuvo que mudarse a Los Ángeles (California). Al principio, su trabajo consistía en seguir las instrucciones de los animadores haciendo dibujos que más tarde serían animados. En 1936 fue transferido al departamento de "historias", donde su imaginación y experiencia en la creación de situaciones cómicas y chistes fueron puestas en uso.
En el año 1937 cuando el Pato Donald se convirtió en la figura principal de sus propias historias, en vez de seguir como un acompañante de Mickey Mouse, se creó un nuevo departamento responsable de esta serie. Aunque al principio Barks solo contribuía con algunas ideas, en 1937 consiguió la aprobación para crearlos bajo su criterio. Él colaboró en las animaciones "Modern Inventions" (1937), "Donald's Ostrich" (1937), "Self Control" (1938), "Donald's Better Self (1938), "Donald's Nephews" (1938), "Good Scouts" (1938), "Donald's Golf Game" (1938), "Donald's Lucky Day" (1939), "Beach Picnic" (1939), "Sea Scouts" (1939), "Donald's Golf Game" (1939), Mr. Duck Steps Out" (1940), "Timber" (1941), "The Vanishing Private" (1942) y "The Plastics Inventor" (1944).
Frustrado por las condiciones de trabajo en Disney, renunció en el año 1942. Poco tiempo antes de marcharse había trabajado en un libro cómico junto a Jack Hannah ("Donald Duck finds Pirate Gold"), una historia de 64 páginas publicada por primera vez en octubre de 1942. Fue la primera historia del Pato Donald producida originalmente para un libro cómico y también la primera en involucrar a Donald y sus sobrinos en una búsqueda de tesoro, en este caso, un tesoro de Henry Morgan. Barks utilizaría más tarde este tema en varias de sus historias.
Después de su renuncia a Walt Disney Studios, encontró trabajo en Western Publishing, quien había publicado la historia anteriormente mencionada. Barks pensó que se le permitiría crear sus propios personajes, pero se lo designó inmediatamente a producir historietas del Pato Donald. El insistió en hacer los guiones de las historias y también los dibujos. "The Victory Garden", historieta de 10 páginas publicada por primera vez en abril de 1943 fue la primera de las 500 historias que él hizo para Western Publishing.
Barks produjo historias en las tres décadas siguientes. Rodeó al Pato Donald de personajes excéntricos y coloridos como Scrooge McDuck (Tío Gilito en España; Tío Patilludo y Tío Rico en Argentina y Uruguay), el pato más rico del mundo; Glad Consuerte (Narciso Bello en España; Pánfilo Ganso en México; Gastón en Argentina); Giro Sintornillos (Ungenio Tarconi en España; Ciro Peraloca en México; Pardal en Argentina); los persistentes Chicos Malos en Uruguay; (Golfos Apandadores en España; los Hermanos Ganzúa en Argentina) y la bruja Amelia (Mágica en España y México); entre otros.
Las personas que trabajan en Disney generalmente lo hacen en un relativo anonimato, las historias solo llevan el nombre de Walt Disney y algunas veces, un pequeño número de identificación. Sin embargo, a través de la calidad de su trabajo, muchos lectores se comenzaron a dar cuenta que muchas de las historias eran escritas por la misma persona, a quien llamaron "el Buen Dibujante de Patos", a quien después conocieron por su nombre.
Las historias de Barks eran aventuras cómicas con un ligero matiz oscuro y frustrante. No solo encontraron aceptación entre los niños, ya que también muchos adultos se sintieron atraídos hacia ellas. 
Carl Barks se jubiló en el año 1966 pero contribuyó haciendo guiones para muchas historias de Western Publishing. 
Murió a la edad de 99 años, el 25 de agosto del 2000 a causa de una leucemia.

## Traducciones al español
En España, muchas traducciones de sus historias, así como de otros autores de cómics Disney, fueron publicadas por ERSA en los años 40 a 60, y por la editorial Montena, en los años 1970, en revistas como Don Miki. En 2008, la editorial Planeta-DeAgostini emprendió la reedición íntegra de sus obras en volúmenes de lujo con la "Biblioteca Carl Barks", si bien interrumpiéndose su publicación tras cuatro entregas.
En México, las historietas de Barks fueron publicadas mayoritariamente, junto con el resto del material Disney, por Editorial Novaro y en Chile, por la editorial Zig-Zag (luego Pincel).